# Куніко
Куніко (італ. Cunico, п'єм. Cuni) — муніципалітет в Італії, у регіоні П'ємонт,  провінція Асті.
Куніко розташоване на відстані близько 500 км на північний захід від Рима, 32 км на схід від Турина, 18 км на північний захід від Асті.
Населення — 483 особи (2014).
Щорічний фестиваль відбувається 24 серпня. Покровитель — святий Варфоломій apostolo.

## Демографія
Населення за роками:

Станом на 1 січня 2023 року в муніципалітеті офіційно проживали 43 іноземці з 6 країн, серед них 25 громадян країн Євросоюзу.

## Сусідні муніципалітети
- Кортанце
- Монтек'яро-д'Асті
- Монтільйо-Монферрато
- П'єа
- Пьова-Массая